# Robert Krauß
Robert Krauß (* 20. März 1894 in Bayreuth; † 20. Februar 1953 in Lindau (Bodensee)) war ein deutscher Offizier, zuletzt Generalmajor der Luftwaffe im Zweiten Weltkrieg.

## Leben
Krauß trat gleich nach Ausbruch des Ersten Weltkrieges am 16. August 1914 als Freiwilliger in das Reserve-Bataillon des 1. Feldartillerie-Regiments „Prinzregent Luitpold“ der Bayerischen Armee ein und wurde am 21. Oktober 1914 in das Jäger-Regiment 1 versetzt. Vom 27. September 1915 bis 3. Dezember 1917 diente er als Zugführer im Reserve-Jäger-Bataillon 1 und wurde zwischenzeitlich am 2. Juni 1916 zum Leutnant der Reserve befördert. Vom 22. Januar bis 20. Juni 1918 folgte seine Ausbildung bei der Bayerischen Fliegerschule Nr. 5 und im Anschluss daran war Krauß bis zum 29. August 1918 auf dem Heeresflugplatz stationiert. Bei Kriegsende war er Pilot im Bayerischen Flieger-Bataillon, Fliegerabteilung Artillerie 293 (FA A 293) und schied am 6. Februar 1919 aus dem Militärdienst aus.
Vom 13. März 1920 bis 16. Juli 1921 versah er als Freiwilliger beim II. Bataillon des Infanterie-Regiments 5 in Prenzlau Dienst und schied als Oberleutnant der Reserve aus. Im Jahre 1922 schloss er sein Maschinenbau-Studium ab.
Am 1. April 1935 trat Krauß mit dem Dienstgrad als Major in die neu gegründete Luftwaffe ein und absolvierte zunächst einen zweimonatigen MG-Kurs beim Infanterie-Regiment Königsbrück. Ab dem 1. Juni 1935 wurde er zur Fliegergruppe in Göppingen abkommandiert. Vom 1. August 1935 bis 30. September 1936 war er Kommandant der Übungsflugdienste der Luftwaffengarnison Halberstadt und auch des dortigen Fliegerhorstes. Anschließend war Krauß in der Bomber-(Flieger-)Schule Faßberg eingesetzt.
Vom 1. Januar bis 30. September 1937 war er Geschwaderkommodore (seit 1. August 1937 Oberstleutnant) des Kampfgeschwaders 157, dann Kommandeur der III. Gruppe des Kampfgeschwaders 257 bis zum 31. Dezember 1937 und bis zum 31. Oktober 1939 Kommandeur der IV. Gruppe des Kampfgeschwaders 152. Der Stab, die I./Kampfgeschwader 1 und die I./KG 152 (ab 18. September die II./KG 1) nahmen im Rahmen der 1. Fliegerdivision der Luftflotte 1 im Nordabschnitt der Front am Überfall auf Polen teil. Krauß war ab 1. Mai 1939 Kommandeur der I. Gruppe des Kampfgeschwaders 1 „Hindenburg“ und in dieser Zeit auf dem  Fliegerhorst Kolberg stationiert.
Nach dem Beginn des Zweiten Weltkriegs war Krauß, seit 1. Februar 1940 Oberst, vom 1. November 1939 bis zum 28. Februar 1940 Offizier mit besonderem Aufgabenbereich und anschließend bis zum 30. September 1940 Gruppenführer in der Regulationsabteilung im Reichsluftfahrtministerium. Im Zusammenhang mit einer von Staatssekretär im Reichsluftfahrtministerium Erhard Milch bearbeiteten Denkschrift zur Aufrüstung der Luftwaffe wird Krauß als Betriebsdirektor der Deutschen Lufthansa AG bezeichnet.
Vom 1. Oktober 1940 bis 30. April 1941 kommandierte er die Große Kampffliegerschule 3 (KFS 3) in Warschau-Okęcie und den dortigen Fliegerhorst. Am 11. November 1941 wurde er als Oberst Kommandeur des neu in Greifswald vom Stab der KFS 3 aufgestellten Kampfschulgeschwaders 1 (KSG 1). Diese Position übte er bis zum 1. Februar 1943 aus. Aus dem KSG 1 entstand im Januar 1943 die als Kampfgeschwader 101 (KG 101) bezeichnete Schuleinheit, die Krauß bis zum 31. Oktober 1944, dem Datum der Auflösung der Einheit, kommandierte.
Am 1. August 1943 wurde Krauß zum Generalmajor befördert und dann als Kommandeur des Dienstkommandos der Luftwaffe in Hamburg vom 1. November 1944 bis 31. Januar 1945 abkommandiert. Während der letzten Kriegsmonate arbeitete er auf der Kommandoebene zunächst der Luftraumüberwachung über Wiesbaden, dann über München. Nach Ende des Krieges geriet er bis Juni 1947 in Kriegsgefangenschaft.